# Gran Premio del Giappone 2019
Il Gran Premio del Giappone 2019 è stata la diciassettesima prova della stagione 2019 del campionato mondiale di Formula 1. La gara, corsa domenica 13 ottobre 2019 sul circuito di Suzuka, è stata vinta dal finlandese Valtteri Bottas su Mercedes, al suo sesto successo in carriera. Bottas ha preceduto sul traguardo il tedesco Sebastian Vettel su Ferrari e il suo compagno di squadra, il britannico Lewis Hamilton.
Grazie a questi risultati, la Mercedes si è aggiudicata per la sesta volta consecutiva il mondiale costruttori.

## Vigilia

### Sviluppi futuri
Il 4 ottobre il Consiglio Mondiale della FIA approva il calendario per la stagione 2020: le gare sono 22, nuovo record, con l'esordio del Gran Premio del Vietnam, da tenersi ad aprile, e il ritorno del Gran Premio d'Olanda, da disputarsi a maggio (per poi rinviarla nel 2021 a causa della pandemia di COVID-19 che si è diffusa in tutto il mondo). Esce quindi il Gran Premio di Germania. Viene decisa anche la riduzione dei test pre-stagionali da quattro a tre giorni, dal 19 al 21 febbraio, e dal 26 al 28 dello stesso mese, da disputarsi sul Circuito di Catalogna. È prevista la possibilità che, in alcune gare, vi siano delle modifiche nel format delle qualifiche.

### Analisi per il campionato piloti
Il campionato riservato ai piloti è ancora aperto anche se potrebbe essere matematicamente vinto da un pilota della Mercedes. I due piloti della scuderia tedesca, infatti, sono in testa alla classifica; se Lewis Hamilton, leader del campionato, non perdesse più di 4 punti su Charles Leclerc, 7 su Max Verstappen e 24 su Sebastian Vettel, allora l'unico pilota che potrebbe impensierirlo per il titolo sarebbe il compagno di team Valtteri Bottas.

### Analisi per il campionato costruttori
La Mercedes comanda anche nel campionato riservato ai costruttori, con 162 punti di vantaggio sulla Ferrari. Per vincere il sesto titolo consecutivo, la scuderia tedesca deve ottenere 14 punti su quella italiana.

### Aspetti tecnici
Per questa gara la Pirelli, fornitrice unica degli pneumatici, offre la scelta tra gomme di mescola C1, C2 e C3, le tre più dure della gamma tra quelle disponibili.
La Federazione Internazionale dell'Automobile stabilisce che i piloti potranno utilizzare il Drag Reduction System solo sul rettilineo dei box, con punto per la determinazione del distacco fra piloti indicato prima della curva 16. Quella di Suzuka è l'unica pista del mondiale, assieme al Circuito di Monte Carlo, dove è presente solo una zona DRS, in entrambi i casi posta sul rettilineo di partenza.
Dopo il ritiro nel Gran Premio di Russia, la Ferrari sostituisce a Sebastian Vettel la centralina del sistema ibrido, senza che ciò comporti penalità in griglia di partenza.

### Aspetti sportivi
Il pilota locale e campione di Super Formula e Super GT, Naoki Yamamoto, prende il posto di Pierre Gasly alla Scuderia Toro Rosso, nel corso della prima sessione di prove libere. La presenza del pilota nipponico è possibile grazie a una deroga concessa dal Consiglio Mondiale della FIA, non avendo ancora quest'ultimo il punteggio necessario per ottenere la Superlicenza.
Il pilota danese Tom Kristensen è nominato commissario aggiunto da parte della FIA; ha già svolto tale funzione anche in passato, l'ultima al Gran Premio d'Austria.
Da questa gara ritorna sulle vetture della Scuderia Ferrari il marchio Mission Winnow, che era stato usato precedentemente anche in Bahrein, Cina, Azerbaigian, Spagna e Monaco, ma rimosso in Australia e a partire dal Canada fino alla gara precedente, per evitare l'accusa di pubblicità indiretta a una marca di sigarette.
La tenuta della gara è messa in dubbio dall'arrivo di un forte tifone sulle coste del Giappone, che dovrebbe interessare la zona del tracciato. Le previsioni in merito all'evoluzione del maltempo costringono gli organizzatori ad annullare il programma del sabato e posticipare alla domenica mattina le qualifiche, come già successo nelle edizioni 2004 e 2010 del gran premio. Qualora la situazione dovesse essere critica anche alla domenica mattina, tale da costringere ad annullare le qualifiche, i commissari hanno comunicato che la griglia di partenza sarebbe determinata dal risultato della seconda sessione di prove libere del venerdì.

## Prove

### Resoconto
Nella prima sessione di prove libere del venerdì il più veloce è Valtteri Bottas, che con gomme soft ottiene 1'28"731, tempo in linea con i risultati della stagione precedente. Il finlandese è stato di 76 millesimi più rapido del compagno di scuderia Lewis Hamilton, che è stato penalizzato dal surriscaldamento di uno dei freni anteriori. Più staccate sono risultate le Ferrari, che non potendo più contare sulla sessione del sabato, già annullata, hanno maggiormente testato le soluzioni da portare in gara.
Sebastian Vettel ha chiuso con il terzo tempo, a quasi un secondo dal tempo di Bottas. Dietro alle vetture italiane si sono posizionate le Red Bull Racing. Settimo è Carlos Sainz Jr. che però, nella prima parte della sessione, ha dovuto abbandonare la sua monoposto sul tracciato, per un problema tecnico, risolto nel corso della sessione. Peggio è andata per Antonio Giovinazzi, che dopo solo quattro giri è stato costretto a terminare la sessione, per un guasto idraulico.
Le due Mercedes sono le più rapide, anche nella seconda sessione del venerdì. Bottas ha fatto segnare 1'27"785, a quattro decimi dal record assoluto del tracciato, utilizzando gomme soft, e precedendo di un decimo Lewis Hamilton. Il finnico è stato anche autore di un testacoda, senza conseguenze, nel giro di lancio. Al terzo posto si è piazzato Max Verstappen, a quasi tre decimi da Bottas. L'olandese si è classificato davanti alle due Ferrari, che hanno evidenziato un certo sottosterzo.
La sessione ha visto le scuderie cercare la prestazione sul giro, in quanto è possibile che, per il peggioramento delle condizioni meteorologiche, non venga disputata la sessione di qualifica, e che perciò vengano tenuti validi i tempi della sessione del pomeriggio del venerdì.

### Risultati
Nella prima sessione del venerdì si è avuta questa situazione:
| Pos | Nº | Pilota           | Costruttore | Tempo    | Gap    | Giri |
| --- | -- | ---------------- | ----------- | -------- | ------ | ---- |
| 1   | 77 | Valtteri Bottas  | Mercedes    | 1'28"731 |        | 26   |
| 2   | 44 | Lewis Hamilton   | Mercedes    | 1'28"807 | +0"076 | 25   |
| 3   | 5  | Sebastian Vettel | Ferrari     | 1'29"720 | +0"989 | 26   |

Nella seconda sessione del venerdì si è avuta questa situazione:
| Pos | Nº | Pilota          | Costruttore           | Tempo    | Gap    | Giri |
| --- | -- | --------------- | --------------------- | -------- | ------ | ---- |
| 1   | 77 | Valtteri Bottas | Mercedes              | 1'27"785 |        | 33   |
| 2   | 44 | Lewis Hamilton  | Mercedes              | 1'27"885 | +0"100 | 34   |
| 3   | 33 | Max Verstappen  | Red Bull Racing-Honda | 1'28"066 | +0"281 | 24   |

## Qualifiche

### Resoconto
Il cielo sereno consente agli organizzatori di fare disputare la sessione di qualifica regolarmente, anche se solo alla domenica mattina, come accaduto, l'ultima volta, nel Gran Premio degli Stati Uniti d'America 2015.
La prima fase è presto interrotta con bandiera rossa per un'uscita di pista di Robert Kubica all'ultima curva. La Williams è danneggiata, tanto che il polacco non può proseguire la sessione. Sull'uscita di pista incide anche il forte vento che colpisce la zona del tracciato.
Alla ripartenza della Q1 Pierre Gasly fa fermare il tempo sull'1'29"614, poco davanti al compagno di team Daniil Kvjat, mentre risultano più staccate le Racing Point e le Alfa Romeo. La sessione viene interrotta nuovamente con bandiera rossa, poco dopo, per l'uscita di pista di Kevin Magnussen. Il danese è uscito alla stessa curva di Kubica, dopo un testacoda, ma a differenza del polacco, può ripartire per tornare al box, anche se con gli alettoni danneggiati.
Il pilota della Mercedes Valtteri Bottas va al comando con 1'29"413, prima che Max Verstappen abbassi il limite a 1'28"754, mentre anche Carlos Sainz Jr. si piazza davanti alle Mercedes. Poco dopo è il ferrarista Charles Leclerc a prendere la vetta, con 1'28"405. Il compagno di scuderia, Sebastian Vettel, è terzo.
I piloti della Mercedes si migliorano, in seguito, cogliendo secondo e quarto crono. Sergio Pérez migliora, eliminando provvisoriamente George Russell. Romain Grosjean sale in ottava posizione. Negli istanti finali di sessione diversi piloti sono capaci di migliorare i loro tempi, come Nico Hülkenberg, che elimina il compagno di scuderia, Daniel Ricciardo. Non passano alla Q2, oltre all'australiano e agli incidentati Magnussen e Kubica, anche Pérez e Russell.
Nella seconda fase sono subito le Ferrari a fare segnare i crono di riferimento. Leclerc chiude in 1'28"179, battuto però, per cinque millesimi, dal compagno Vettel. A sua volta, il tedesco, è battuto da Lewis Hamilton che abbatte il muro del minuto e ventotto. Risulta, invece, staccato, Bottas, che resta dietro alle Ferrari, così come Verstappen.
Dopo un primo tentativo di tutti i piloti, Sainz Jr., Räikkönen, Norris e Grosjean completano la top 10, con le Toro Rosso di Gasly, Kvjat e l'Alfa Romeo di Antonio Giovinazzi, a due decimi dal decimo tempo, ultimo utile per entrare nella fase decisiva.
La Renault avvisa Hülkenberg alla radio, di un guaio al cambio, costringendolo così a interrompere le qualifiche. I piloti si lanciano per un ultimo tentativo: si migliorano le McLaren e i due piloti francesi Gasly e Grosjean, a differenza delle Alfa Romeo, che restano indietro. Alexander Albon sale fino alla seconda posizione. Sono eliminati, oltre ai due piloti dell'Alfa Romeo e Hülkenberg, anche Lance Stroll e Kvjat.
All'inizio della Q3 Valtteri Bottas fa segnare 1'27"696, battuto però da Charles Leclerc per un decimo, e poi da Sebastian Vettel che, con 1'27"212, fa segnare il nuovo record della pista.
Le due Red Bull Racing di Verstappen e Albon seguono a sette e otto decimi, rispettivamente, davanti al duo della McLaren Sainz Jr. e Norris, staccati di due secondi dal tempo di Vettel. Romain Grosjean sceglie di fare un solo tentativo, che lo porta all'ottavo posto provvisorio.
Leclerc è più rapido di Vettel, nel primo settore, e anche Verstappen migliora il suo tempo nel primo tratto, prima che Vettel ribassi ancora il tempo fatto da Leclerc. Concludono il giro le due McLaren, che si portano al settimo e ottavo posto.
Leclerc chiude in 1'27"253, senza riuscire a battere il tempo di Vettel, mentre Verstappen resta quinto, pur migliorando il suo tempo. Anche Sebastian Vettel migliora ancora, limando il record della pista a 1'27"064. Albon fa segnare, al millesimo, lo stesso tempo del compagno di team Verstappen. Bottas migliora e resta terzo, mentre Hamilton è quarto.
Vettel conquista la sua cinquantasettesima ed ultima pole position nel mondiale di Formula 1, la quinta consecutiva per la Ferrari, la prima per la scuderia italiana a Suzuka dal 2006. Vettel interrompe una striscia di cinque pole position consecutive ottenute dalla Mercedes su questo tracciato.
Per la Ferrari è la sessantaquattresima prima fila monopolizzata con le sue vetture; ciò le permette di raggiungere la Mercedes in testa in questa classifica.

### Risultati
Nella sessione di qualifica si è avuta questa situazione:
| Pos                         | Nº | Pilota             | Costruttore               | Q1          | Q2       | Q3       | Griglia |
| --------------------------- | -- | ------------------ | ------------------------- | ----------- | -------- | -------- | ------- |
| 1                           | 5  | Sebastian Vettel   | Ferrari                   | 1'28"988    | 1'28"174 | 1'27"064 | 1       |
| 2                           | 16 | Charles Leclerc    | Ferrari                   | 1'28"405    | 1'28"179 | 1'27"253 | 2       |
| 3                           | 77 | Valtteri Bottas    | Mercedes                  | 1'28"896    | 1'27"688 | 1'27"293 | 3       |
| 4                           | 44 | Lewis Hamilton     | Mercedes                  | 1'28"735    | 1'27"826 | 1'27"302 | 4       |
| 5                           | 33 | Max Verstappen     | Red Bull Racing-Honda     | 1'28"754    | 1'28"499 | 1'27"851 | 5       |
| 6                           | 23 | Alexander Albon    | Red Bull Racing-Honda     | 1'29"351    | 1'28"156 | 1'27"851 | 6       |
| 7                           | 55 | Carlos Sainz Jr.   | McLaren-Renault           | 1'29"018    | 1'28"577 | 1'28"304 | 7       |
| 8                           | 4  | Lando Norris       | McLaren-Renault           | 1'28"873    | 1'28"571 | 1'28"464 | 8       |
| 9                           | 10 | Pierre Gasly       | Scuderia Toro Rosso-Honda | 1'29"411    | 1'28"779 | 1'28"836 | 9       |
| 10                          | 8  | Romain Grosjean    | Haas-Ferrari              | 1'29"572    | 1'29"144 | 1'29"341 | 10      |
| 11                          | 99 | Antonio Giovinazzi | Alfa Romeo Racing-Ferrari | 1'29"604    | 1'29"254 | N.D.     | 11      |
| 12                          | 18 | Lance Stroll       | Racing Point-BWT Mercedes | 1'29"594    | 1'29"345 | N.D.     | 12      |
| 13                          | 7  | Kimi Räikkönen     | Alfa Romeo Racing-Ferrari | 1'29"636    | 1'29"358 | N.D.     | 13      |
| 14                          | 26 | Daniil Kvjat       | Scuderia Toro Rosso-Honda | 1'29"723    | 1'29"563 | N.D.     | 14      |
| 15                          | 27 | Nico Hülkenberg    | Renault                   | 1'29"619    | 1'30"112 | N.D.     | 15      |
| 16                          | 3  | Daniel Ricciardo   | Renault                   | 1'29"822    | N.D.     | N.D.     | 16      |
| 17                          | 11 | Sergio Pérez       | Racing Point-BWT Mercedes | 1'30"344    | N.D.     | N.D.     | 17      |
| 18                          | 63 | George Russell     | Williams-Mercedes         | 1'30"364    | N.D.     | N.D.     | 18      |
| Tempo limite 107%: 1'34"593 |    |                    |                           |             |          |          |         |
| NQ                          | 20 | Kevin Magnussen    | Haas-Ferrari              | senza tempo | N.D.     | N.D.     | 19      |
| NQ                          | 88 | Robert Kubica      | Williams-Mercedes         | senza tempo | N.D.     | N.D.     | PL      |

In grassetto sono indicate le migliori prestazioni in Q1, Q2 e Q3.

## Gara

### Resoconto
Sebastian Vettel fa muovere la sua Ferrari prima dello spegnimento dei semafori. Il tedesco ferma subito la sua monoposto, ma ciò lo penalizza alla partenza, tanto che viene superato da Valtteri Bottas, partito terzo. Dietro Charles Leclerc, partito secondo, deve difendersi da Max Verstappen. I due vanno a contatto alla seconda curva, ed entrambe le vetture risultano danneggiate, con l'olandese che si ferma subito ai box, mentre il ferrarista decide di proseguire, anche se con l'alettone anteriore che sta perdendo una bandella laterale.
Più dietro Lewis Hamilton, rallentato dal contatto tra Leclerc e Verstappen, viene toccato da Carlos Sainz Jr., senza però subire conseguenze alla vettura. Nel corso del secondo giro la bandella dell'alettone di Leclerc si stacca, colpendo la vettura di Hamilton, che può proseguire. Leclerc, invece, deve fermarsi al terzo giro, per sostituire infine l'alettone anteriore.
La classifica vede al comando Valtteri Bottas, che precede Sebastian Vettel, Lewis Hamilton, Carlos Sainz Jr., Lando Norris, Alexander Albon, Pierre Gasly e Lance Stroll. Al quinto giro c'è un contatto tra Norris e Albon, con il pilota della McLaren che è costretto a fermarsi ai box. Intanto, dalla vettura di Leclerc, si stacca anche lo specchietto sinistro. L'altro pilota coinvolto nell'incidente al via, Verstappen, si ritira al quattordicesimo giro.
Vettel viene posto sotto indagine dai commissari per la falsa partenza, ma la commissione decide di non infliggergli nessuna penalità. Bottas, sempre in testa, riesce ad ampliare il margine di vantaggio sul tedesco. Al giro 15 si fermano Albon e Kimi Räikkönen, per montare gomme hard. Un giro dopo si ferma Vettel, che opta per le soft, mentre Bottas, ai box al giro 17, passa alle medie.
Al comando ora c'è Lewis Hamilton, che precede Bottas, Sainz Jr., Vettel e le due Renault. Il tedesco della Scuderia Ferrari passa Sainz Jr. al giro 18. La direzione di gara comunica che l'incidente tra Leclerc e Verstappen verrà indagato solo a fine gara. Il monegasco, da parte sua, è autore di una lunga rimonta, che lo riporta in zona punti già al diciannovesimo giro. Hamilton si ferma al giro 21: il britannico rientra in pista terzo, davanti a Carlos Sainz Jr., dopo avere montato gomme di mescola media. Alle spalle dello spagnolo ci sono Albon, Ricciardo e Leclerc. Bottas, di nuovo al comando, porta a oltre dieci secondi il vantaggio su Vettel. Charles Leclerc, al giro 25, effettua la seconda sosta montando gomme morbide. Un giro dopo è il turno per Sainz Jr., che passa alle medie.
Al ventinovesimo giro si ferma Daniel Ricciardo, che era quinto. Vettel attende due giri per la seconda sosta: il tedesco monta gomme medie, rientrando in pista terzo, alle spalle del duo Mercedes. Albon attende il trentaquattresimo giro per il secondo pit stop, precedendo di un giro la stessa mossa del battistrada Bottas, che monta coperture di mescola soft. Il finlandese è secondo, con sette secondi di margine su Vettel.
Torna primo Lewis Hamilton, davanti a Bottas, Vettel, Albon, Sainz Jr., Leclerc e Gasly. Il campione del mondo, con un vantaggio di oltre sette secondi su Bottas, effettua la sua seconda fermata ai box al giro 41. Tornano ai primi due posti Bottas e Vettel. Leclerc si ferma per la terza volta al giro 47 per montare pneumatici soft. Il monegasco, che cerca il punto aggiuntivo del giro veloce, resta sesto.
Hamilton, con gomme nuove, si avvicina a Vettel negli ultimi giri della gara. Il ferrarista, con una vettura dotata di una buona velocità di punta, sfruttando anche il DRS di qualche doppiaggio, riesce a resistere agli attacchi del pilota della Mercedes. All'ultimo giro Sergio Pérez esce di pista alla prima curva dopo un contatto con Pierre Gasly, dovendo abbandonare la gara. In realtà, per un errore nell'indicazione sul display dei commissari di gara, la bandiera a scacchi (elettronica) viene sventolata un giro prima del termine della gara, che viene anticipata. Ciò permette al messicano di restare classificato nei punti.
Valtteri Bottas conquista la sesta vittoria in carriera in Formula 1, davanti a Sebastian Vettel e Lewis Hamilton. Grazie ai risultati della gara, la lotta per il titolo piloti è riservata soltanto ai due piloti della Mercedes, rendendo così la scuderia tedesca l'unica squadra nella storia della Formula 1 a vincere sei titoli piloti consecutivi. La Mercedes conquista anche il sesto mondiale di fila riservato ai costruttori, eguagliando il primato detenuto dalla Ferrari delle stagioni 1999-2004.

### Risultati
I risultati del Gran Premio sono i seguenti:
| Pos | Nº | Pilota             | Costruttore               | Giri | Tempo/Ritiro           | Griglia | Punti |
| --- | -- | ------------------ | ------------------------- | ---- | ---------------------- | ------- | ----- |
| 1   | 77 | Valtteri Bottas    | Mercedes                  | 52   | 1h21'46"755            | 3       | 25    |
| 2   | 5  | Sebastian Vettel   | Ferrari                   | 52   | +13"343                | 1       | 18    |
| 3   | 44 | Lewis Hamilton     | Mercedes                  | 52   | +13"858                | 4       | 16    |
| 4   | 23 | Alexander Albon    | Red Bull Racing-Honda     | 52   | +59"537                | 6       | 12    |
| 5   | 55 | Carlos Sainz Jr.   | McLaren-Renault           | 52   | +1'09"101              | 7       | 10    |
| 6   | 16 | Charles Leclerc    | Ferrari                   | 51   | +1 giro                | 2       | 8     |
| 7   | 10 | Pierre Gasly       | Scuderia Toro Rosso-Honda | 51   | +1 giro                | 9       | 6     |
| 8   | 11 | Sergio Pérez       | Racing Point-BWT Mercedes | 51   | +1 giro                | 17      | 4     |
| 9   | 18 | Lance Stroll       | Racing Point-BWT Mercedes | 51   | +1 giro                | 12      | 2     |
| 10  | 26 | Daniil Kvjat       | Scuderia Toro Rosso-Honda | 51   | +1 giro                | 14      | 1     |
| 11  | 4  | Lando Norris       | McLaren-Renault           | 51   | +1 giro                | 8       |       |
| 12  | 7  | Kimi Räikkönen     | Alfa Romeo Racing-Ferrari | 51   | +1 giro                | 13      |       |
| 13  | 8  | Romain Grosjean    | Haas-Ferrari              | 51   | +1 giro                | 10      |       |
| 14  | 99 | Antonio Giovinazzi | Alfa Romeo Racing-Ferrari | 51   | +1 giro                | 11      |       |
| 15  | 20 | Kevin Magnussen    | Haas-Ferrari              | 51   | +1 giro                | 19      |       |
| 16  | 63 | George Russell     | Williams-Mercedes         | 50   | +2 giri                | 18      |       |
| 17  | 88 | Robert Kubica      | Williams-Mercedes         | 50   | +2 giri                | PL      |       |
| SQ  | 3  | Daniel Ricciardo   | Renault                   | 51   | Ripartitore di frenata | 16      |       |
| SQ  | 27 | Nico Hülkenberg    | Renault                   | 51   | Ripartitore di frenata | 15      |       |
| Rit | 33 | Max Verstappen     | Red Bull Racing-Honda     | 14   | Danni da incidente     | 5       |       |

Lewis Hamilton riceve un punto addizionale per avere segnato il giro più veloce della gara.

## Classifiche mondiali

### Piloti
| Pos | Pilota             | Punti |
| --- | ------------------ | ----- |
| 1   | Lewis Hamilton     | 338   |
| 2   | Valtteri Bottas    | 274   |
| 3   | Charles Leclerc    | 223   |
| 4   | Max Verstappen     | 212   |
| 5   | Sebastian Vettel   | 212   |
| 6   | Carlos Sainz Jr.   | 76    |
| 7   | Pierre Gasly       | 75    |
| 8   | Alexander Albon    | 64    |
| 9   | Sergio Pérez       | 37    |
| 10  | Lando Norris       | 35    |
| 11  | Daniil Kvjat       | 34    |
| 12  | Daniel Ricciardo   | 34    |
| 13  | Nico Hülkenberg    | 34    |
| 14  | Kimi Räikkönen     | 31    |
| 15  | Lance Stroll       | 21    |
| 16  | Kevin Magnussen    | 20    |
| 17  | Romain Grosjean    | 8     |
| 18  | Antonio Giovinazzi | 4     |
| 19  | Robert Kubica      | 1     |

### Costruttori
| Pos | Costruttore               | Punti |
| --- | ------------------------- | ----- |
| 1   | Mercedes                  | 612   |
| 2   | Ferrari                   | 435   |
| 3   | Red Bull Racing-Honda     | 323   |
| 4   | McLaren-Renault           | 111   |
| 5   | Renault                   | 68    |
| 6   | Scuderia Toro Rosso-Honda | 62    |
| 7   | Racing Point-BWT Mercedes | 58    |
| 8   | Alfa Romeo Racing-Ferrari | 35    |
| 9   | Haas-Ferrari              | 28    |
| 10  | Williams-Mercedes         | 1     |

## Decisioni della FIA
Al termine della gara, la Racing Point presenta un reclamo contro la Renault, per una presunta violazione delle regole tecniche e sportive della Formula 1, in particolare riguardante i freni delle vetture di Daniel Ricciardo e Nico Hülkenberg, che avrebbero una specie di ripartitore di frenata automatico che agisce in funzione della posizione. La scuderia francese emette un comunicato nel quale prende atto di quanto presentato dal team britannico, ma a causa della complessità del reclamo, i rappresentanti del team transalpino hanno stabilito che la questione verrà affrontata in un altro incontro che avrà luogo in una data da destinarsi. A causa di ciò, le posizioni finali di arrivo dei due piloti della scuderia francese sono soggette a conferma da parte dei commissari sportivi. L'udienza, tenutasi a Ginevra il successivo 23 ottobre, accoglie il ricorso presentato dalla Racing Point. I commissari, dopo avere esaminato tutti i dati raccolti, hanno riscontrato che il sistema frenante delle due vetture francesi non fosse pre-impostato e dipendente dai diversi tratti della pista, ma che fosse comunque d'aiuto al pilota: alla luce di ciò viene riscontrata un'infrazione al regolamento sportivo, e gli steward decidono per l'esclusione di entrambi i piloti, arrivati al traguardo rispettivamente in sesta e decima posizione, dalla classifica finale del gran premio. La scuderia di Enstone decide di non ricorrere alla Corte d'Appello, accettando il giudizio dei commissari sportivi.
Charles Leclerc è penalizzato di 15 secondi sul tempo di gara: cinque secondi per l'incidente avvenuto al via con Max Verstappen e 10 secondi per avere guidato in condizioni non di sicurezza dopo la collisione. Il monegasco, sesto all'arrivo, scala di una posizione. La Ferrari è stata anche multata di 25 000 euro. Successivamente, a causa della squalifica dei due piloti della Renault, mantiene la sesta posizione finale. Al ferrarista vengono anche tolti due punti sulla Superlicenza.
Non vengono invece presi provvedimenti per il contatto avvenuto tra Pierre Gasly e Sergio Pérez durante l'ultimo giro, con il messicano finito a muro alla seconda curva. Entrambi i piloti hanno mantenuto l'ottavo e il nono posto dato che la gara è stata dichiarata conclusa con un giro di anticipo. Grazie alla squalifica di Ricciardo e Hülkenberg, entrambi guadagnano una posizione nella classifica finale.